# Jezioro Klasztorne Duże
Jezioro Klasztorne Duże (Grzybno) (kaszub. Jezoro Klôsztorné Wiôldżé) – jezioro rynnowe położone na Pojezierzu Kaszubskim (powiat kartuski, województwo pomorskie) o powierzchni 57,5 ha.
Jezioro znajduje się na północnym obszarze Kartuz. Wraz z jeziorami Karczemnym i Klasztornym Małym tworzy jeden akwen zwany jeziorami Kartuskimi. Jezioro o najniższej klasie czystości. Dawniej III klasy, badania przeprowadzone w 1996, spośród kartuskich jezior. Wzdłuż południowego i zachodniego brzegu jeziora przebiega szosa do Mirachowa, zaś północnym brzegiem zawieszona obecnie linia kolejowa Somonino-Kartuzy-Lębork.
W latach 2020 do 2023 na zlecenie władz miasta i z wykorzystanie środków unijnych, naukowcy z Katedry Inżynierii Ochrony Wód i Mikrobiologii Środowiskowej na Wydziale Geoinżynierii Uniwersytetu Warmińsko Mazurskiego przeprowadzili rekultywację jeziora. W pierwszej kolejności zalecono władzom gminy aby odciąć dopływ ścieków sanitarnych i burzowych do jeziora co nastąpiło w roku 2018. Następnie przeprowadzono rekultywację przy zastosowaniu dwóch metod. Metodą chemiczną przeprowadzono inaktywację fosforu z wykorzystaniem koagulantów, które związały fosfor z wody w nieszkodliwe związki i strąciły je na dno jeziora. Następnie zastosowano tez metody biologiczne, kształtowanie struktury ichtiofauny, wykorzystano ryby drapieżne, którymi zarybiono jeziora w celu ograniczenia populacji ryb żywiących się bentosem w tym fitoplanktonem produkującymi tlen. Rekultywacja jeziora Klasztorne Duże, została przeprowadzona w ramach unijnego projektu rekultywacji czterech kartuskich jezior za łączną kwotę ponad 60mln zł..
Przed 1920 jezioro nosiło nazwę niemiecką Großer Kloster-See.